# Louise Blenman
Louise Blenman là Thẩm phán Tòa phúc thẩm của Tòa án Tối cao Đông Caribe kể từ năm 2012. Một người gốc Guyana, nơi cô bắt đầu sự nghiệp pháp lý, cô được chỉ định cư trú và xét xử các vụ án ở Anguilla với tư cách là Thẩm phán Tòa án Tối cao từ năm 2003 đến 2012. Cô cũng phục vụ trong một thời gian với tư cách là Tổng luật sư của Saint Lucia và là giảng viên luật tại Đại học Guyana.